# Landwirtschaftliche Berufs- und Fachschule Ritzlhof
Die Landwirtschaftliche Berufs- und Fachschule Ritzlhof als Landwirtschaftliche Fachschule des Landes für Gartenbau steht in der Stadtgemeinde Ansfelden im Bezirk Linz-Land in Oberösterreich. Das Schulgebäude steht unter Denkmalschutz.

## Geschichte
Das Schulgebäude wurde 1875 errichtet, und am 15. November 1875 eröffnete Landeshauptmann Moritz Eigner die Landesackerbauschule in Ritzlhof am Berg. 1968 wurde der Ausbildungszweig zur Viehhaltung in die Landwirtschaftliche Fachschule Otterbach verlegt. Der Baubestand, ein Vierkanthof, wurde mit einem Vierkant-Atrium aus Holz nach den Plänen des Architekturbüros Dickinger-Ramoni erweitert.

## Anerkennungen
- Österreichischer Bauherrenpreis 2011
- Architekturpreis Daidalos 2014

## Schulgebäude
Es beinhaltet Unterrichtsräume, Übungsplätze für florale, gärtnerische und landschaftsgestaltende Tätigkeiten sowie ein 190 Betten umfassendes Internat mit hauseigener Küche. Ein Freizeitareal mit Schau- und Themengärten sowie eine Lehrgärtnerei ergänzen die didaktische Ausstattung.

## Ausbildungszweige
An der Gartenbauschule Ritzlhof werden drei Ausbildungszweige angeboten. Neben den regulären Ausbildungszweigen werden Fortbildungsseminare für Absolventen und Interessierte angeboten.
- Fachschule für Gartenbau, Floristik und Garten- und Grünflächengestaltung: Die vier Jahre dauernde Fachschule für Gartenbau, Floristik und Grünflächengestaltung kann nach der achten Schulstufe besucht werden. Die Absolventen schließen mit der gesetzlichen Anerkennung für die Berufe Landwirtschaftlicher Gärtner, Florist und Garten- und Grünflächengestalter ab. Während der Ausbildung sind ein 3-monatiges und ein 10-monatiges verpflichtendes Berufspraktikum zu absolvieren. In einem 5. Jahr können die Schüler ein Vorbereitungsjahr für die Matura an einer Partnerschule absolvieren und dort zur Matura antreten.

- Berufsschule für Gartenbau: Als Teil des dualen Bildungssystems in Österreich bietet die LWBFS Ritzlhof Lehrlingen im Berufsbild des Landwirtschaftlichen Gärtners die Möglichkeit zur Ergänzung des in den Ausbildungsbetrieben erworbenen Wissens.

- Abendschule für Gartenbau: Die Abendschule für Gartenbau mit der Zielgruppe der bereits im Gartenbau Tätigen bietet über eine Dauer von zwei Jahren eine Vorbereitung zur Ablegung der Facharbeiterprüfung im Berufsbild Landwirtschaftlicher Gärtner. Voraussetzungen für den Besuch sind zumindest zwei Jahre Tätigkeit im Vollerwerb oder vier Jahre Tätigkeit im Nebenerwerb in den einschlägigen Berufen. Die Prüfung kann ab einem Lebensalter von 21 Jahren abgelegt werden.

## Leitung
- 2000 – 2004 Josef Roitner-Schobesberger
- 2004 – 2019 Franz Zobl
- Seit 2019 Wolfgang Eder[1]

## Absolventen
- Josef Mayer (1868–1940), Nationalratsabgeordneter
- Johann Breiteneder (1921–1989), Nationalratsabgeordneter